# Nassenweg
Nassenweg war eine der Ortslagen und Hofschaften, die ab Ende des 19. Jahrhunderts in der expandierenden Stadt Ohligs aufgingen, die heute ein Stadtteil Solingens ist. 

## Lage und Beschreibung
Nassenweg lag als Einzelsiedlung (in heutigen Straßennamen ausgedrückt) an der Straßenkreuzung Zweibrücker Straße / Talstraße / Wilhelmstraße, südwestlich des 1867 bei der Hofschaft Hüttenhaus eröffneten Bahnhofes. Benachbarte Ortslagen sind bzw. waren (von Nord nach West): Hüttenhaus, Wahnenkamp, Siebelskamp, Scharrenbergerheide, Hassels, Piepers und Bockstiege.

## Geschichte
Das Gebiet des heutigen Ohligser Stadtzentrums war zu Beginn des 19. Jahrhunderts nur locker doch einige Ortslagen und Hofschaften besiedelt, darunter auch die Ortslage Nassenweg. Sie entstand vermutlich als Einzelhaus am Verbindungsweg (= der heutigen Wilhelmstraße) zwischen Hüttenhaus und der Straße zwischen Scharrenbergerheide und Hassels (der heutigen Südstraße). Nassenweg ist in den meisten Kartenwerken nicht verzeichnet, erscheint aber in der Charte der Bürgermeisterei Merscheid von 1830 als Am nassen Weg. Der Ort gehörte ab 1808 zur Honschaft Merscheid. Die Bürgermeisterei Merscheid wurde 1856 zur Stadt erhoben und im Jahre 1891 in Ohligs umbenannt.
1832 war der Ort Teil der Honschaft Merscheid innerhalb der Bürgermeisterei Merscheid, dort lag er in der Flur VIII. Wieveldick. Der nach der Statistik und Topographie des Regierungsbezirks Düsseldorf als Hofstadt kategorisierte Ort besaß zu dieser Zeit vier Wohnhäuser mit 23 Einwohnern, davon 20 katholischen und drei evangelischen Bekenntnisses.

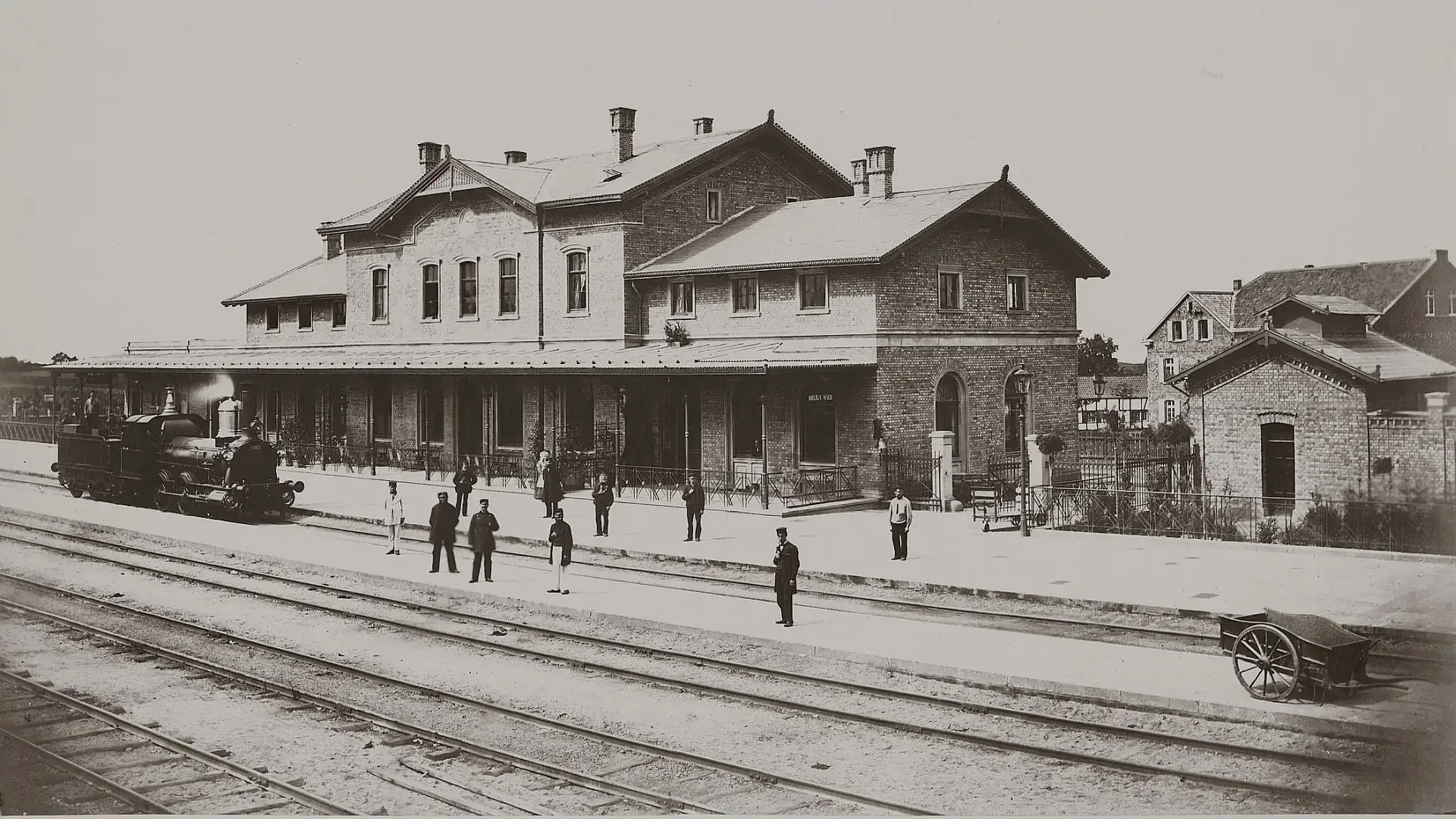
Der 1867 eröffnete Bahnhof Ohligs-Wald bei Hüttenhaus

Dem war 1867 die Eröffnung eines Bahnhofes auf freiem Feld bei Hüttenhaus vorausgegangen, des Bahnhofes Ohligs-Wald, der heute den Namen Solingen Hauptbahnhof trägt. Die nahegelegene größere Hofschaft Ohligs gewann an Bedeutung und entwickelte sich infolge der Nähe zu dem Bahnhof zu einem der Siedlungszentren in der Stadt Merscheid. Viele umliegende Ortslagen und Hofschaften verloren ihre solitäre Lage und gingen in der sich ausbreitenden geschlossenen gründerzeitlichen Bebauung der Stadt vollständig auf.:113 So auch Nassenweg, das in der Karte vom Kreise Solingen aus dem Jahr 1875 noch als einzelne Ortslage und als Nassenweg benannt verzeichnet ist, in der Preußischen Neuaufnahme von 1893 aber bereits in der zusammenhängenden Bebauung aufgegangen ist. 
Mit der Städtevereinigung zu Groß-Solingen im Jahre 1929 wurde der Ort nach Solingen eingemeindet. Die Ortsbezeichnung ist jedoch in keinem Stadtplan mehr verzeichnet und auch nicht mehr gebräuchlich.